# Multiethnisme
Ne doit pas être confondu avec Diversité culturelle ou Multiculturalisme.

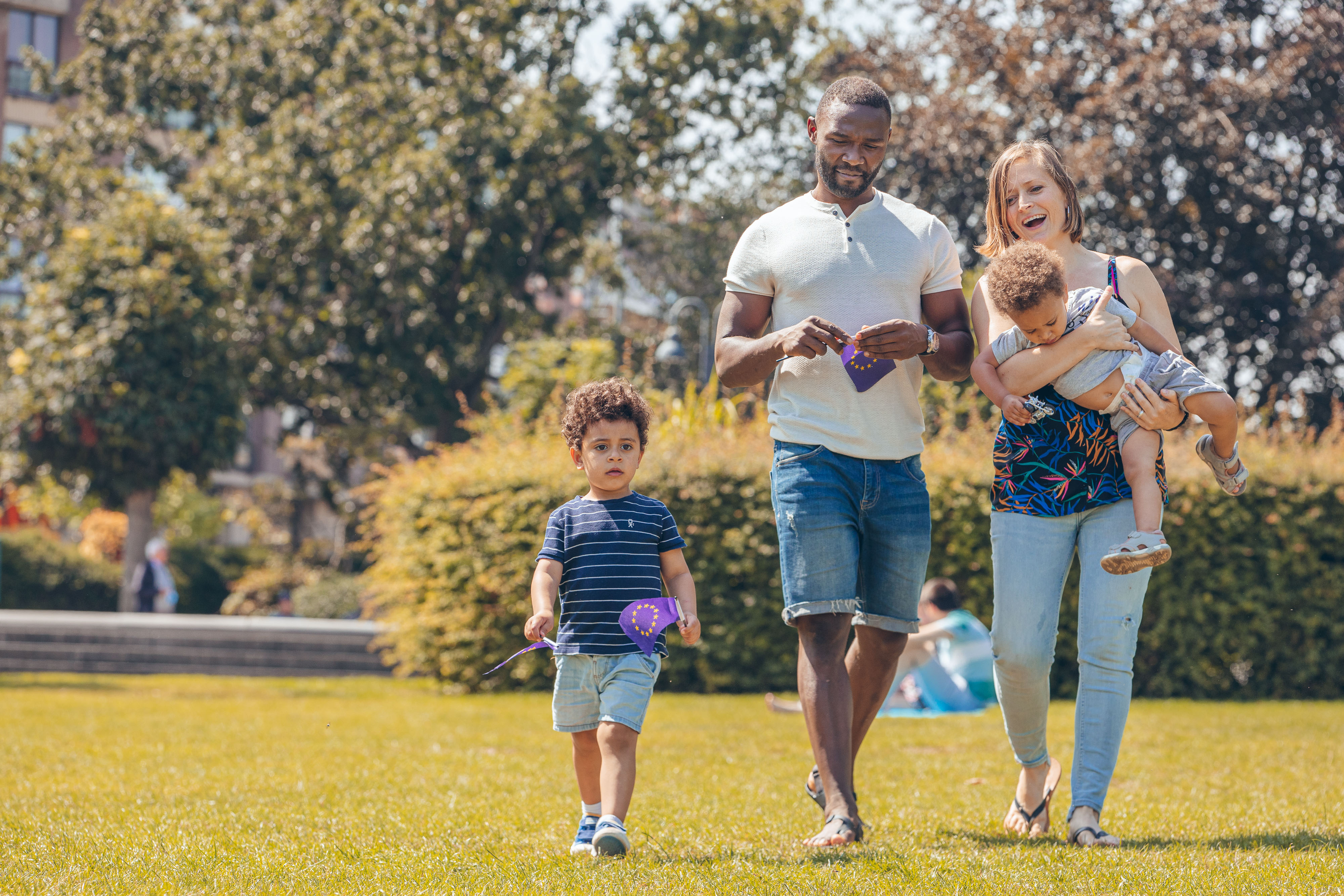
Multiethnisme familial en Union européenne.

Le multiethnisme définit le principe[Comment ?] d'un pays, d'une société, d'une famille ou d'une personne qui assume la diversité de ses composantes et origines nationales ou ethniques[pas clair].
Le néologisme multiethnisme est formé
du préfixe latin multi-, signifiant « plusieurs », et du substantif grec ἔθνος / éthnos, « peuple ».

## Définition
Le nom « multiethnisme » doit être utilisé avec précaution
car le qualificatif « ethnique » est polysémique et discuté.
Tout d'abord, il dérive de l'un des quatre mots qui, en grec ancien, servaient à désigner les groupes humains :
γένος / genos signifiant « famille, clan, tribu »,
λάος / laos signifiant « peuple assemblé, foule »,
δῆμος / dêmos signifiant « peuple du lieu, citoyens »
et ἔθνος / éthnos signifiant « gens de même origine ».
Ensuite, ethnos est utilisé en  allemand dès 1787
et « ethnie » apparaît en français en 1896 chez l'anthropologue Vacher de Lapouge.
Les concepts d'ethnie et de multiethnisme sont en jeu[évasif] dans les notions juridiques de « droit du sang » et de « droit du sol »[réf. nécessaire].
Le législateur peut, conformément au « droit du sang », prendre en compte l'identité ethnique[Où ?] au risque de créer des différences de droit selon les origines[pas clair], ou bien la reléguer dans la sphère privée et uniquement culturelle[évasif]
conformément au « droit du sol » afin d'assurer l'égalité de statut légal[évasif] de toutes les personnes vivant sur un même territoire, travaillant dans la même entreprise ou appartenant à la même confession religieuse, indépendamment de leurs origines.
En France, le terme « multiethnisme » commence à être employé dans années 1980, dans les débats autour de la mondialisation, du multiculturalisme, du métissage et du « vivre-ensemble »[réf. nécessaire].
Ses connotations peuvent être :
1. positives, en référence au melting pot artistique, sportif et social, en parallèle avec le concept de multiculturalisme, et en lien avec la notion d'« égalité des chances »[5],[6].
2. négatives dans la thèse du « grand remplacement » de Renaud Camus[7], et plus largement dans les mouvements ségrégationnistes et identitaires[8].

## Exemples

### Entités multiethniques
À titre d'exemples, on parle de « multiethnisme » à propos :
- des États-Unis avec leurs différentes communautés officiellement reconnues (afro-Américains, Amérindiens, euro-Américains, franco-Américains, latino-Américains…) ;
- de l'Union soviétique avec sa soixantaine de « nationalités constitutives » réparties sur 15 républiques socialistes soviétiques fédérées et 38 républiques, régions et arrondissements autonomes (dont la fédération de Russie a en partie hérité) ;
- de l'Union européenne avec ses 27 nations (États membres) et 24 langues officielles de l'Union européenne ;
- des états où coexistent des communautés comme celles de Belgique et comme la Suisse alémanique, romande et italique ;
- de la Chine avec ses 56 ethnies officiellement enregistrées ;
- de l'Inde avec ses 270 langues maternelles recensées, dont 122 enseignées et 22 officielles ;
- de la plupart des pays d'Afrique ;
- des entreprises dont les propriétaires, les actionnaires, les responsables et les salariés sont de nationalités et d'origines multiples ;
- des communautés religieuses comme l'église catholique, l'église réformée, l'hindouisme ou l'islam ;
- des véhicules dont l'équipage provient de pays différents, sans compter le propriétaire, l'armateur, l'affréteur, la chargement, le pavillon et l'immatriculation, qui eux aussi peuvent renvoyer à de multiples pays ;
- de nombreux arts, comme le gréco-bouddhique ou le reggae.

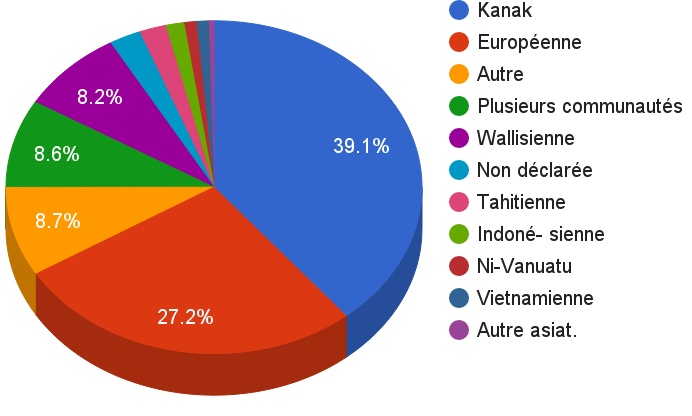
La Nouvelle-Calédonie est multiethnique : poids démographique des communautés.

### Aspects juridiques
La problématique juridique du « multiethnisme » pose ipso facto la question du repérage, par dénombrement des populations par communautés. Certains pays recensent leur population suivant des critères ethniques, d'autres non.
- La législation de la France métropolitaine ne reconnaît pas officiellement le multiethnisme car tous les citoyens français, quelles que soient leurs origines, langues maternelles ou usuelles, croyances, traditions, physionomies, forment constitutionnellement un seul peuple et les statistiques ethniques n'y sont pas autorisées : dans l'état civil français, l'origine ethnique n'est pas indiquée et n'a pas d'existence juridique[12]. En revanche, elles le sont en Nouvelle-Calédonie dont le multiethnisme est ainsi officiellement reconnu[13].

- Divers pays reconnaissent le multiethnisme sans que cela implique des différences de droit entre leurs citoyens : c'est le cas de l'Espagne, de l'Italie, de l'Allemagne, de l'Autriche ou de la Pologne. En Italie, tous les citoyens sont égaux en droits mais la loi reconnaît des « minorités linguistiques historiques » dont les langues sont, localement, co-officielles[14].

- En Grèce, depuis 1951, le code de la nationalité, à l'instar du code français, ne reconnaît pas l'origine ethnique des citoyens, et les minorités culturelles comme les Arvanites ou les Valaques sont considérées comme membres de droit de l’hellênikí ethnikí koinonía, la nation grecque moderne ; en Turquie le « multiethnisme » n'est pas non plus reconnu, à une exception près : les dispositions du Traité de Lausanne qui imposent de décompter comme « grec » tout citoyen turc de confession orthodoxe et comme « turc » tout citoyen grec de confession musulmane[15]. Musulmans, les Kurdes de Turquie ne sont pas décomptés à part des Turcs.

- En Israël, c'est principalement la religion qui définit le caractère multiethnique de l'État, comprenant des citoyens Juifs, Arabes (musulmans ou chrétiens), Druzes, Baha'i… ; en dehors de l'ensemble des citoyens israéliens, il y a parmi les habitants du pays des « résidents permanents non-citoyens » (hébreu : תושב קבע toshav keva) comme les Palestiniens de souche non-juive d'Israël et de Cisjordanie-Gaza ou encore les Syriens du plateau du Golan[16]. Selon les lois fondamentales d'Israël, deux termes définissent le caractère multiethnique de la population israélienne : les Eda (pl. Edot) et les Le’om. Les Eda concernent les juifs shevatim qui se réclament des tribus israélites bibliques selon le droit du sang (citoyenneté par filiation). Les Le’om concernent le multiethnisme israélite selon le droit du sol (citoyenneté par lieu de naissance) : ce sont par exemple les guéruzim originaires de Géorgie, les sefardim originaires d'Espagne, les ashkenazim originaires d'Europe centrale et orientale, les mizrahim originaires des pays musulmans, les juhuri originaires du Caucase, les ourfalim originaires de la région turque autour d'Urfa et bien sûr les sabra nés en Palestine avant l'indépendance d'Israël. Le multiethnisme selon le droit du sang s'applique aussi à des groupes qui ne sont pas forcément définis par la religion, mais par une origine géo-historique : c'est le cas des Arméniens d'Israël ou des Circassiens d'Israël[17].

- Le multiethnisme religieux constitutionnel sépare aussi les communautés de Chypre[18] ou du Liban (dont le parlement réserve des sièges aux confessions et aux ethnies et qui est dirigé par les leaders des trois confessions majoritaires : président maronite, premier ministre sunnite et président de l'assemblée chiite[19]).

- Plusieurs pays d'Europe centrale et orientale ont légalisé le multiethnisme en permettant la représentation au parlement de leurs communautés ethniques en tant que telles[20].

- Enfin la Belgique avec ses communautés et ses régions linguistiques[21], l'Australie avec ses réserves aborigènes, le Brésil[22], le Canada[23] et les États-Unis[24] avec leurs « réserves indigènes » ainsi que la Chine[25] et la Russie[26] avec leurs entités ethniques autonomes (« sujets », « régions », « arrondissements »…) offrent des exemples d'organisation territoriale fédérale basée sur le multiethnisme.